# 佐伯顕

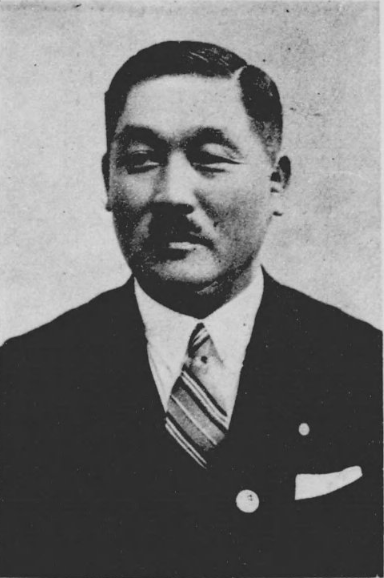
佐伯 顕

佐伯 顕（さえき あきら、1893年（明治26年）3月15日 - 1944年（昭和19年）5月8日）は、朝鮮総督府官僚。

## 経歴
広島県出身。1916年（大正5年）、中央大学法律科在学中に高等文官試験に合格した。警視庁警部、刑事課鑑識課長、警視を歴任し、1921年（大正10年）、樺太庁地方課長となり、福井県警察部保安課長・工場課長を経て、1923年（大正12年）に総督府警察官講習所教授・警務局事務官として朝鮮に渡った。朝鮮では忠清北道警察部長、忠清南道警察部長、咸鏡南道警察部長を歴任し、1929年（昭和4年）に欧米を視察した。帰国後、警察官講習所長、平安北道警察部長、同内務部長、平安南道警察部長、京畿道警察部長、同内務部長を経て、1937年（昭和12年）に京城府尹に就任。翌年まで務めた。
1940年（昭和15年）6月24日、京城府尹贈収賄事件で京城地方院から懲役10月、毛皮及び1323円36銭追徴の実刑判決を受ける。これにより従四位返上を命じられ、勲四等及び昭和六年乃至九年事変従軍記章、大礼記念章（昭和）を褫奪された。
1944年（昭和19年）5月8日、急性膵炎のため東京都杉並区大沼町の自宅で死去、51歳。